# CELF
CELF(セルフ)はSCSK株式会社が開発・提供する、Webアプリケーション作成のためのクラウドサービスである。ユーザー企業の環境で運用するためのオンプレ版も提供されている。
Excelと同様のユーザインターフェースで画面・帳票を作成し、「アクション」と呼ばれるブロックをドラッグ＆ドロップして処理を組み立てることで、プログラミングをすることなくアプリケーションが作成できることを特徴とする。
作成されるアプリケーションもExcelと同様の操作性となり、既にExcelで運用されており大勢で共有・利用・集計作業をしている場合にWebアプリケーション化して、業務効率化、データベース一元管理／データ有効活用のために利用される。
2018年4月にはRPA（ロボティック・プロセス・オートメーション）エンジンが搭載され、データ入力や集計などの業務自動化も可能になった。特定の分野や一部の人に限らず、多くの人が業務効率化の恩恵を得られることを目的とした「大衆普及型」をコンセプトとしている。